# 정세협
정세협(1984년 2월 3일 ~ )은 대한민국의 희극 배우이다.

## 출연작

### 방송
- 웃찾사 (SBS)
- 개그투나잇 (SBS)
  - 〈하오&차오〉
- 개그콘서트(KBS2)